# Дьюла Бенцур
Дьюла Бенцур (угор. Benczúr Gyula, 28 січня 1844, Ньїредьгаза, Угорщина — 16 липня 1920, Сечень, Угорщина) — видатний угорський живописець, представник стилю академізм (академічного романтизму). Його картини пройняті духом романтизму угорського національного відродження другої половини ХІХ віку. Бенцур писав головно історичний живопис, портрети, окрім того, також сцени з античної міфології, релігійні сюжети.
Картини Дьюли Бенцура є у фондах багатьох провідних художніх галерей різних країн, значна частина їх в Угорській національній галереї та в приватних колекціях.  

## З біографії
Народився в сім'ї Вільмоша Бенцура (1811—1873) та його дружини Пауліни Лашґаллнер (1815—1885). 
Пізніше родина Бенцурів переїхала до міста Кошиці – до батьків по материній лінії. Тут і минули дитинство та ранні роки майбутнього художника. 
Батьки, бачачи схильність юного Дьюли до малювання, мали намір вивчити його на інженера. Однак, через те, що вправність хлопця в малюванні виявилася досить рано, у батьків було досить часу, аби змінити рішення і забезпечити синові ґрунтовну початкову художню освіту для майбутнього навчання у Мюнхенській академії мистецтв. 
Азами живопису оволодівав у братів Бели та Ференца Климковичів в їхній приватній художній школі у місті Кошиці. Впродовж 1861—1869 років Д. Бенцур навчався живопису в Мюнхенській академії мистецтв під керівництвом Германа Аншютца, Йогана Хільтеншпергера, а від 1869 року (за іншими даними —  від 1865) — під керівництвом Карла Теодора фон Пілоті, котрий мав значний вплив на формування художнього стилю молодого митця. Мюнхенська академія в цей час була популярною серед амбітних молодих художників багато в чому завдячуючи саме майстерності Пілоті як митця і педагога. У Пілоті навчалися багато майбутніх талановитих і всесвітньо відомих угорських художників – Мігай Мункачі (одночасно з Бенцуром), Ласло Паал, Геза Межьоль (Месей, Масой), Берталан Секей та багато інших.
Під час навчання у Пілоті Бенцур мав змогу на дозвіллі вивчати роботи старих майстрів у Мюнхенській галереї.         
Жив у Мюнхені. Допомагав К. фон Пілоті у розпису низки мюнхенських будівель, в тому числі Максиміліанеуму та нової мюнхенської ратуші.
| |  |  |
| Пам'ятна дошка Дьюлі Бенцуру у Будапешті (ліворуч) та погруддя Дьюли Бенцура у місті Сегед (праворуч) |  |  |

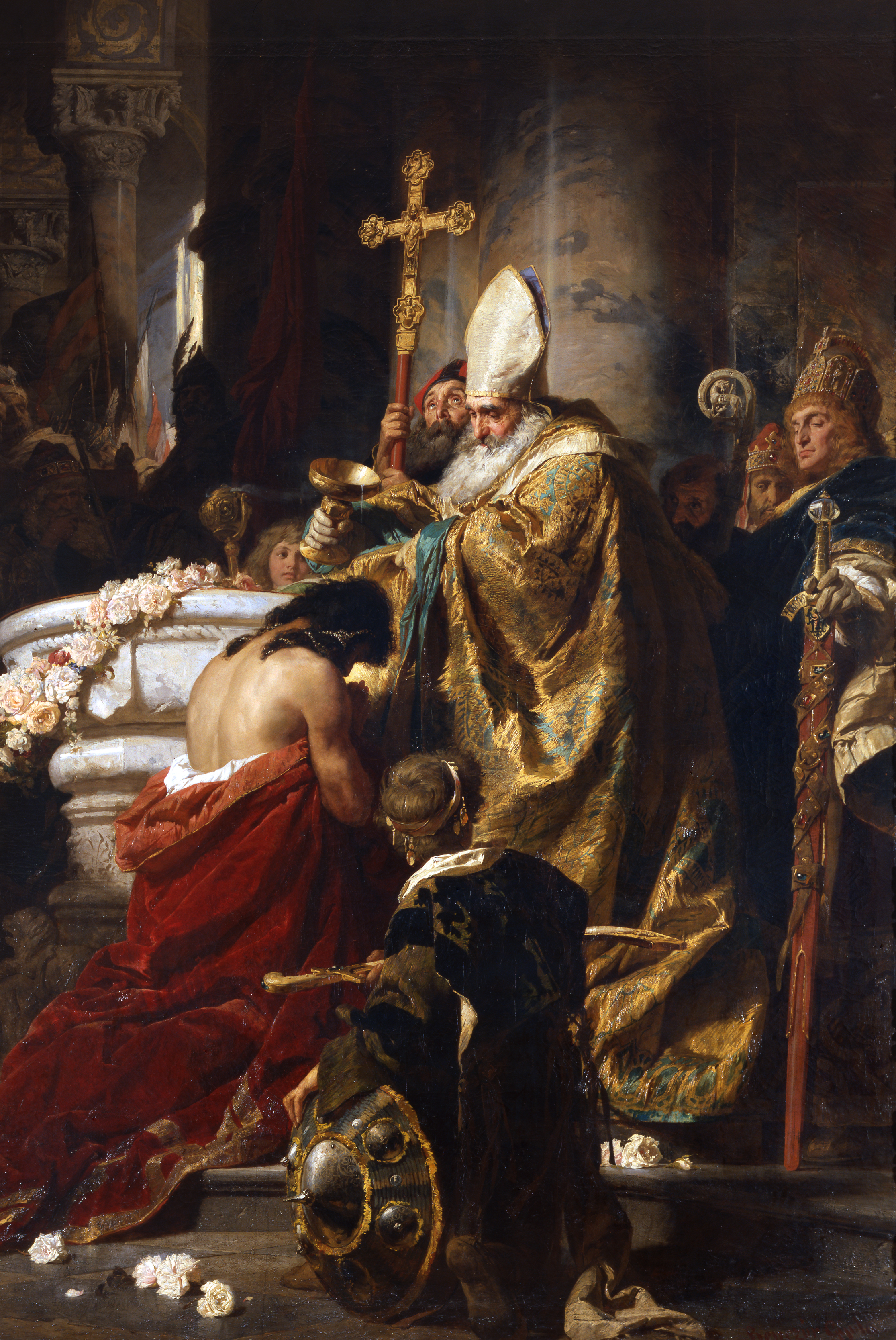
«Охрещення Вайка» (1875, Угорська національна галерея)

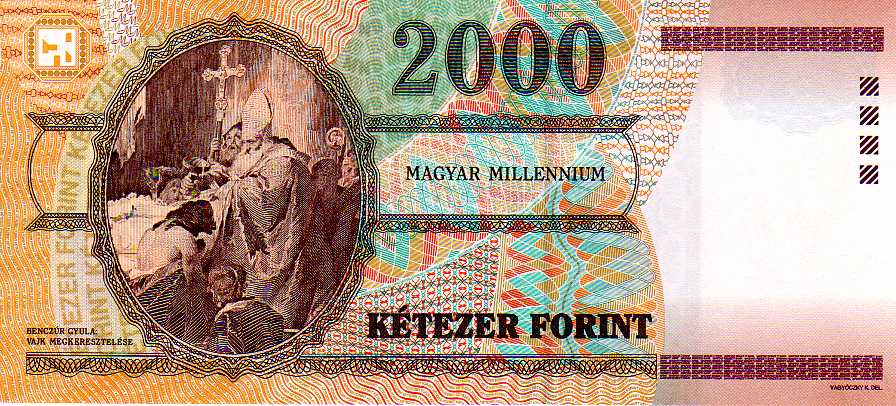
Пам'ятна банкнота 2000 форинтів Національного банку Угорщини (реверс) із зображенням фрагменту картини Дьюли Бенцура «Охрещення Вайка» (2000)

Перший великий успіх прийшов до молодого художника після написання полотна «Від'їзд Ласло [Владислава] Хуняді» (інший варіант назви «Прощання Ласло [Владислава] Хуняді», 1866). Це полотно зробило його відомим у Пешті митцем. Для вдосконалення своїх професійних навичок Бенцур здійснює творчу мандрівку до Італії, подорож справила глибоке враження як на самого художника, так і на його мистецький стиль. 
1870 року відвідав Париж.
1875 року Дьюла Бенцур створив одне з найвидатніших свої полотен «Охрещення Вайка» — сцену прийняття католицтва угорським правителем Вайком, майбутнім королем Угорщини Стефаном І. Охрещення Вайка, яке було вчинене архієпископом Адальбертом Празьким 985 року, на картині Бенцура втілене дуже піднесено та реалістично, і до найменших дрібниць показує своєрідність тієї епохи. Картина здобула визнання та срібну медаль Всесвітньої виставки 1878 року в Парижі. 
Після появи та успіху у публіки картини «Охрещення Вайка» Бенцуру надійшли пропозиції стати викладачем від декількох академій мистецтв. Він відхилив пропозиції Веймарської та Празької академій, а 1876 року його було обрано професором Мюнхенської академії мистецтв, де Бенцур пропрацював до 1883-го року. Одним з найвидатніших його учнів по Мюнхенській академії мистецтв був американський живописець швейцарського походження Адольфо Мюллер-Урі.
Картини Бенцура не раз здобували перемоги на мистецьких виставках у Парижі (1878, 1900), Берліні (1886, 1910), Відні (1877, 1888), Мюнхені (1888).
У 1883 художник повернувся до Будапешта та зайнявся викладацькою діяльністю на одному з відділень Школи малювання (угор. Mintarajziskola, пізніше — Академія мистецтв), де до кінця свого життя він також був директором. Брав участь у політичному житті країни, обирався членом Верхньої Палати Парламенту Угорщини (1906). Помер 1920.
Кавалер ордена Франца-Йосифа (1879) та ін.; отримав також золоту медаль Pro Litteris et Artibus (1887) — найвищу мистецьку нагороду. У 1906 році він був обраний членом Великого ордену. 